# 馬顯
馬顯（1417年—？），字文明，直隸廣平府廣平縣人，民籍。明朝政治人物。同進士出身。

## 生平
正統六年（1441年）辛酉科順天府鄉試第三名，正統七年（1442年）聯捷壬戌科會試第六十四名，殿試登進士第三甲第三十名，授戶科給事中，從英宗北征，幸免於難。景泰初年，進都給事中，后出任河東都轉鹽運使，擢四川左布政使，轉任兵部左侍郎。

## 家族
曾祖馬駟。祖父馬德。父馬禎。